# Gretna (Nebraska)
Gretna – miasto w Stanach Zjednoczonych, w stanie Nebraska, w hrabstwie Sarpy.